# او زیشیا
او زیشیا (انگلیسی: Ou Zixia؛ زادهٔ ۲۴ سپتامبر ۱۹۹۵) بازیکن هاکی روی چمن اهل چین است.